# Campeonato Mundial de Hockey sobre Hielo Masculino de 2010
El LXXIV Campeonato Mundial de Hockey sobre Hielo Masculino se celebró en Alemania entre el 7 y el 23 de mayo de 2010 bajo la organización de la Federación Internacional de Hockey sobre Hielo (IIHF) y la Federación Alemana de Hockey sobre Hielo.

## Sedes
| Grupo            | Ciudad        | Instalación   | Capacidad |
| ---------------- | ------------- | ------------- | --------- |
| A, D y E         | Colonia       | Lanxess Arena | 18 500    |
| B, C y F         | Mannheim      | SAP-Arena     | 14 000    |
| Apertura y final | Gelsenkirchen | Veltins-Arena | 76 000    |

## Grupos
| Grupo A     | Grupo B | Grupo C         | Grupo D        |
| ----------- | ------- | --------------- | -------------- |
| Rusia       | Canadá  | Suecia          | Finlandia      |
| Bielorrusia | Suiza   | República Checa | Estados Unidos |
| Eslovaquia  | Letonia | Noruega         | Alemania       |
| Kazajistán  | Italia  | Francia         | Dinamarca      |

## Primera fase

### Grupo A
| Equipo      | J | G | EG | EP | P | GF | GC | DG  | PTS |
| ----------- | - | - | -- | -- | - | -- | -- | --- | --- |
| Rusia       | 3 | 3 | 0  | 0  | 0 | 10 | 3  | +7  | 9   |
| Eslovaquia  | 3 | 2 | 0  | 0  | 1 | 10 | 6  | +4  | 6   |
| Bielorrusia | 3 | 1 | 0  | 0  | 2 | 8  | 9  | -1  | 3   |
| Kazajistán  | 3 | 0 | 0  | 0  | 3 | 4  | 14 | -10 | 0   |

- Resultados

| Fecha | Hora² | Partido¹    | Partido¹ | Partido¹    | Resultado |
| ----- | ----- | ----------- | -------- | ----------- | --------- |
| 09.05 | 16:15 | Bielorrusia | -        | Kazajistán  | 5-2       |
| 09.05 | 20:15 | Eslovaquia  | -        | Rusia       | 1-3       |
| 11.05 | 16:15 | Rusia       | -        | Kazajistán  | 4-1       |
| 11.05 | 20:15 | Bielorrusia | -        | Eslovaquia  | 2-4       |
| 13.05 | 16:15 | Rusia       | -        | Bielorrusia | 3-1       |
| 13.05 | 20:15 | Kazajistán  | -        | Eslovaquia  | 1-5       |

- (¹) -  Todos en Colonia
- (²) -  Hora local de Alemania (UTC+2)

### Grupo B
| Equipo  | J | G | EG | EP | P | GF | GC | DG  | PTS |
| ------- | - | - | -- | -- | - | -- | -- | --- | --- |
| Suiza   | 3 | 3 | 0  | 0  | 0 | 10 | 2  | +8  | 9   |
| Canadá  | 3 | 2 | 0  | 0  | 1 | 12 | 6  | +6  | 6   |
| Letonia | 3 | 1 | 0  | 0  | 2 | 7  | 11 | -4  | 3   |
| Italia  | 3 | 0 | 0  | 0  | 3 | 3  | 13 | -10 | 0   |

- Resultados

| Fecha | Hora² | Partido¹ | Partido¹ | Partido¹ | Resultado |
| ----- | ----- | -------- | -------- | -------- | --------- |
| 08.05 | 16:15 | Canadá   | -        | Italia   | 5-1       |
| 08.05 | 20:15 | Suiza    | -        | Letonia  | 3-1       |
| 10.05 | 16:15 | Suiza    | -        | Italia   | 3-0       |
| 10.05 | 20:15 | Letonia  | -        | Canadá   | 1-6       |
| 12.05 | 16:15 | Italia   | -        | Letonia  | 2-5       |
| 12.05 | 20:15 | Canadá   | -        | Suiza    | 1-4       |

- (¹) -  Todos en Mannheim
- (²) -  Hora local de Alemania (UTC+2)

### Grupo C
| Equipo          | J | G | EG | EP | P | GF | GC | DG | PTS |
| --------------- | - | - | -- | -- | - | -- | -- | -- | --- |
| Suecia          | 3 | 2 | 0  | 0  | 1 | 9  | 6  | +3 | 6   |
| República Checa | 3 | 2 | 0  | 0  | 1 | 10 | 6  | +4 | 6   |
| Noruega         | 3 | 2 | 0  | 0  | 1 | 10 | 8  | +2 | 6   |
| Francia         | 3 | 0 | 0  | 0  | 3 | 4  | 9  | -5 | 0   |

- Resultados

| Fecha | Hora² | Partido¹        | Partido¹ | Partido¹        | Resultado |
| ----- | ----- | --------------- | -------- | --------------- | --------- |
| 09.05 | 16:15 | República Checa | -        | Francia         | 6-2       |
| 09.05 | 20:15 | Noruega         | -        | Suecia          | 2-5       |
| 11.05 | 16:15 | República Checa | -        | Noruega         | 2-3       |
| 11.05 | 20:15 | Suecia          | -        | Francia         | 3-2       |
| 13.05 | 16:15 | Francia         | -        | Noruega         | 1-5       |
| 13.05 | 20:15 | Suecia          | -        | República Checa | 1-2       |

- (¹) -  Todos en Mannheim
- (²) -  Hora local de Alemania (UTC+2)

### Grupo D
| Equipo         | J | G | EG | EP | P | GF | GC | DG | PTS |
| -------------- | - | - | -- | -- | - | -- | -- | -- | --- |
| Finlandia      | 3 | 2 | 0  | 0  | 1 | 5  | 6  | -1 | 6   |
| Alemania       | 3 | 1 | 1  | 0  | 1 | 5  | 3  | +2 | 5   |
| Dinamarca      | 3 | 1 | 1  | 0  | 1 | 7  | 5  | +2 | 5   |
| Estados Unidos | 3 | 0 | 0  | 2  | 1 | 4  | 7  | -3 | 2   |

- Resultados

| Fecha | Hora² | Partido¹       | Partido¹ | Partido¹       | Resultado |
| ----- | ----- | -------------- | -------- | -------------- | --------- |
| 07.05 | 20:15 | Estados Unidos | -        | Alemania       | 1-2 (1-1) |
| 08.05 | 20:15 | Finlandia      | -        | Dinamarca      | 1-4       |
| 10.05 | 16:15 | Estados Unidos | -        | Dinamarca      | 1-2 (1-1) |
| 10.05 | 20:15 | Alemania       | -        | Finlandia      | 0-1       |
| 12.05 | 16:15 | Dinamarca      | -        | Alemania       | 1-3       |
| 12.05 | 20:15 | Finlandia      | -        | Estados Unidos | 3-2       |

- (¹) -  Todos en Colonia
- (²) -  Hora local de Alemania (UTC+2)

## Segunda fase
Clasifican los tres mejores de cada grupo y se forman dos grupos, el E con los equipos clasificados de los grupos A y D, y el F con los de los grupos B y C.

### Grupo E
| Equipo      | J | G | EG | EP | P | GF | GC | DG  | PTS |
| ----------- | - | - | -- | -- | - | -- | -- | --- | --- |
| Rusia       | 5 | 5 | 0  | 0  | 0 | 20 | 5  | +15 | 15  |
| Finlandia   | 5 | 3 | 0  | 0  | 2 | 9  | 11 | -2  | 9   |
| Alemania    | 5 | 2 | 0  | 1  | 2 | 8  | 8  | 0   | 7   |
| Dinamarca   | 5 | 2 | 0  | 0  | 3 | 13 | 12 | +1  | 6   |
| Bielorrusia | 5 | 1 | 1  | 0  | 3 | 7  | 11 | -4  | 5   |
| Eslovaquia  | 5 | 1 | 0  | 0  | 4 | 8  | 18 | -10 | 3   |

- Resultados

| Fecha | Hora² | Partido¹    | Partido¹ | Partido¹    | Resultado |
| ----- | ----- | ----------- | -------- | ----------- | --------- |
| 14.05 | 16:15 | Eslovaquia  | -        | Dinamarca   | 0-6       |
| 14.05 | 20:15 | Finlandia   | -        | Bielorrusia | 2-0       |
| 15.05 | 20:15 | Rusia       | -        | Alemania    | 3-2       |
| 16.05 | 16:15 | Dinamarca   | -        | Rusia       | 1-6       |
| 16.05 | 20:15 | Alemania    | -        | Bielorrusia | 1-2 (1-1) |
| 17.05 | 16:15 | Finlandia   | -        | Eslovaquia  | 5-2       |
| 17.05 | 20:15 | Bielorrusia | -        | Dinamarca   | 2-1       |
| 18.05 | 16:15 | Eslovaquia  | -        | Alemania    | 1-2       |
| 18.05 | 20:15 | Rusia       | -        | Finlandia   | 5-0       |

- (¹) -  Todos en Colonia
- (²) -  Hora local de Alemania (UTC+2)

### Grupo F
| Equipo          | J | G | EG | EP | P | GF | GC | DG  | PTS |
| --------------- | - | - | -- | -- | - | -- | -- | --- | --- |
| Suecia          | 5 | 4 | 0  | 0  | 1 | 18 | 7  | +11 | 12  |
| Suiza           | 5 | 3 | 0  | 0  | 2 | 12 | 12 | 0   | 9   |
| República Checa | 5 | 3 | 0  | 0  | 2 | 12 | 10 | +2  | 9   |
| Canadá          | 5 | 2 | 0  | 0  | 3 | 22 | 12 | +10 | 6   |
| Noruega         | 5 | 2 | 0  | 0  | 3 | 9  | 26 | -7  | 6   |
| Letonia         | 5 | 1 | 0  | 0  | 4 | 10 | 16 | -6  | 3   |

- Resultados

| Fecha | Hora² | Partido¹        | Partido¹ | Partido¹        | Resultado |
| ----- | ----- | --------------- | -------- | --------------- | --------- |
| 14.05 | 16:15 | Canadá          | -        | Noruega         | 12-1      |
| 14.05 | 20:15 | Suecia          | -        | Letonia         | 4-2       |
| 15.05 | 20:15 | Suiza           | -        | República Checa | 3-2       |
| 16.05 | 16:15 | Letonia         | -        | Noruega         | 5-0       |
| 16.05 | 20:15 | Suecia          | -        | Canadá          | 3-1       |
| 17.05 | 16:15 | Noruega         | -        | Suiza           | 3-2       |
| 17.05 | 20:15 | República Checa | -        | Letonia         | 3-1       |
| 18.05 | 16:15 | Canadá          | -        | República Checa | 2-3       |
| 18.05 | 20:15 | Suiza           | -        | Suecia          | 0-5       |

- (¹) -  Todos en Mannheim
- (²) -  Hora local de Alemania (UTC+2)

## Fase final
|  | Cuartos de final | Cuartos de final |                 |        | Semifinales | Semifinales |  |                 | Final      | Final      |  |
|  | 20 de mayo       | 20 de mayo       |                 |        | 22 de mayo  | 22 de mayo  |  |                 | 23 de mayo | 23 de mayo |  |
|  |                  |                  |                 |        |             |             |  |                 |            |            |  |
|  |                  |                  |                 |        |             |             |  |                 |            |            |  |
|  | Finlandia        | 1                |                 |        |             |             |  |                 |            |            |  |
|  | Finlandia        | 1                |                 |        |             |             |  |                 |            |            |  |
|  | República Checa  | 2                |                 |        |             |             |  |                 |            |            |  |
|  | República Checa  | 2                |                 | Suecia | 2           |             |  |                 |            |            |  |
|  |                  |                  |                 | Suecia | 2           |             |  |                 |            |            |  |
|  |                  |                  | República Checa | 3      |             |             |  |                 |            |            |  |
|  | Suecia           | 4                | República Checa | 3      |             |             |  |                 |            |            |  |
|  | Suecia           | 4                |                 |        |             |             |  |                 |            |            |  |
|  | Dinamarca        | 2                |                 |        |             |             |  |                 |            |            |  |
|  | Dinamarca        | 2                |                 |        |             |             |  | República Checa | 2          |            |  |
|  |                  |                  |                 |        |             |             |  | República Checa | 2          |            |  |
|  |                  |                  | Rusia           | 1      |             |             |  |                 |            |            |  |
|  | Rusia            | 5                | Rusia           | 1      |             |             |  |                 |            |            |  |
|  | Rusia            | 5                |                 |        |             |             |  |                 |            |            |  |
|  | Canadá           | 2                |                 |        |             |             |  |                 |            |            |  |
|  | Canadá           | 2                |                 | Rusia  | 2           |             |  |                 |            |            |  |
|  |                  |                  |                 | Rusia  | 2           |             |  |                 |            |            |  |
|  |                  |                  | Alemania        | 1      |             |             |  |                 |            |            |  |
|  | Suiza            | 0                | Alemania        | 1      |             |             |  |                 |            |            |  |
|  | Suiza            | 0                |                 |        |             |             |  |                 |            |            |  |
|  | Alemania         | 1                |                 |        |             |             |  |                 |            |            |  |
|  | Alemania         | 1                |                 |        |             |             |  |                 |            |            |  |
|  |                  |                  |                 |        |             |             |  |                 |            |            |  |

### Cuartos de final
| Fecha | Hora² | Partido3  | Partido3 | Partido3          | Resultado |
| ----- | ----- | --------- | -------- | ----------------- | --------- |
| 20.05 | 16:15 | Finlandia | -        | República Checa ¹ | 1-2       |
| 20.05 | 16:15 | Suecia    | -        | Dinamarca ²       | 4-2       |
| 20.05 | 20:15 | Rusia     | -        | Canadá ¹          | 5-2       |
| 20.05 | 20:15 | Suiza     | -        | Alemania ²        | 0-1       |

- (¹) -  En Colonia
- (²) -  En Mannheim
- (3) -  Hora local de Alemania (UTC+2)

### Semifinales
| Fecha | Hora3 | Partido | Partido | Partido         | Resultado |
| ----- | ----- | ------- | ------- | --------------- | --------- |
| 22.05 | 14:00 | Suecia  | -       | República Checa | 2-2 (2-3) |
| 22.05 | 18:00 | Rusia   | -       | Alemania        | 2-1       |

- (¹) -  En Colonia
- (²) -  Hora local de Alemania (UTC+2)

### Tercer puesto
| Fecha | Hora² | Partido¹ | Partido¹ | Partido¹ | Resultado |
| ----- | ----- | -------- | -------- | -------- | --------- |
| 23.05 | 16:15 | Suecia   | -        | Alemania | 3-1       |

### Final
| Fecha | Hora² | Partido¹ | Partido¹ | Partido¹        | Resultado |
| ----- | ----- | -------- | -------- | --------------- | --------- |
| 23.05 | 20:30 | Rusia    | -        | República Checa | 1-2       |

- (¹) -  En Colonia
- (²) -  Hora local de Alemania (UTC+2)

## Medallero
|                 |       |        |
| República Checa | Rusia | Suecia |

## Estadísticas

### Clasificación general
| 1. República Checa |
| 2. Rusia           |
| 3. Suecia          |
| 4. Alemania        |
| 5. Suiza           |
| 6. Finlandia       |
| 7. Canadá          |
| 8. Dinamarca       |
| 9. Noruega         |
| 10. Bielorrusia    |
| 11. Letonia        |
| 12. Eslovaquia     |
| 13. Estados Unidos |
| 14. Francia        |
| 15. Italia         |
| 16. Kazajistán     |

Los dos últimos descienden a la División I

### Máximos goleadores
| Puesto | Nombre             | País   | Goles |
| ------ | ------------------ | ------ | ----- |
| 1      | John Tavares       | Canadá | 7     |
| 2      | Pavel Datsiuk      | Rusia  | 6     |
| 3      | Jonas Andersson    | Suecia | 6     |
| 4      | Evgeni Malkin      | Rusia  | 5     |
| 5      | Alexander Ovechkin | Rusia  | 5     |